# Hoàng Kiến Đình
Hoàng Kiện Đình (tiếng Trung: 黃健庭; bính âm: Huáng Jiàntíng) hay Justin Huang (sinh ngày 6 tháng 11 năm 1959), là một chính trị gia của Trung Hoa Dân Quốc, thuộc Quốc Dân Đảng Trung Quốc, hiện là Tổng Thư ký của Quốc Dân Đảng, từng đảm nhiệm các chức vụ như Huyện trưởng Đài Đông, Nghị sĩ lập pháp và Đại biểu Quốc dân Đại hội. Trong thời gian làm Huyện trưởng, Hoàng Kiện Đình nhiều lần được xếp hạng Huyện trưởng năm sao trong cuộc khảo sát mức độ hài lòng về chính sách của các thị trưởng do Tạp chí Viễn Kiến (Far Eastern Magazine) thực hiện. Cha của ông, Hoàng Cảnh Phong, cũng từng là Thị trưởng huyện Đài Đông.

## Học vấn
Huang có bằng cử nhân từ Khoa Thương mại Quốc tế Đại học Chính trị Quốc gia và Thạc sĩ Quản trị Kinh doanh của Đại học Santa Clara tại Hoa Kỳ.

## Thẩm phán huyện Đài Trung
Huang được bầu làm Thẩm phán huyện Đài Đông sau khi thắng cuộc bầu cử địa phương Trung Hoa Dân quốc năm 2009 đại diện Quốc Dân Đảng vào ngày 5 tháng 12 năm 2009 và đảm nhiệm chức vụ vào ngày 20 tháng 12 năm 2009. Ông đã được tái đắc cử lần thứ hai vào năm 2014 sau khi giành được bầu cử địa phương vào ngày 29 tháng 11 năm 2014 và nhậm chức vào ngày 25 tháng 12 cùng năm.
| Kết quả bầu cử địa phương | Kết quả bầu cử địa phương | Kết quả bầu cử địa phương | Kết quả bầu cử địa phương | Kết quả bầu cử địa phương | Kết quả bầu cử địa phương | Kết quả bầu cử địa phương |
| STT                       | Ứng cử viên               | Đảng                      | Số phiếu                  | Phần trăm                 |                           |                           |
| ------------------------- | ------------------------- | ------------------------- | ------------------------- | ------------------------- | ------------------------- | ------------------------- |
| 1                         | Liu Chao-hao (劉櫂豪)     | DPP                       | 53,860                    | 45.59%                    |                           |                           |
| 2                         | Justin Huang              | KMT                       | 64,272                    | 54.41%                    |                           |                           |